# Continentale filosofie

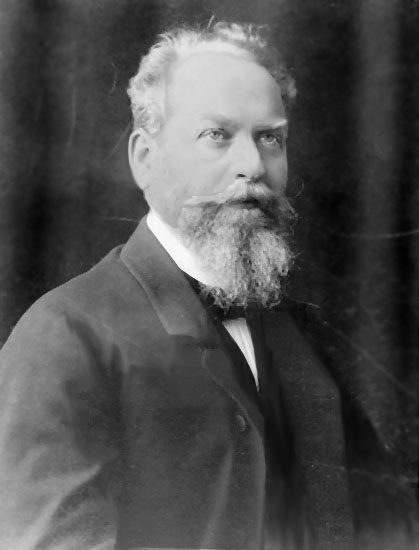
Edmund Husserl was een fundamenteel denker voor de continentale filosofie.

Continentale filosofie is een term die in de Angelsaksische wereld gebruikt wordt om er verschillende filosofische stromingen en tradities in de hedendaagse filosofie mee aan te duiden uit het vasteland van Europa, in het bijzonder uit Duitsland en Frankrijk. Het begrip wordt meestal gehanteerd in contrast met analytische filosofie. Stromingen waarop het kan duiden zijn Duits idealisme, levensfilosofie, fenomenologie, existentialisme, hermeneutiek, (post)structuralisme, feministische filosofie, het speculatief realisme, de kritische theorie (Frankfurter Schule) en enkele andere richtingen van Westers marxisme. Er bestaat geen duidelijke scheidslijn of definitie om uit te maken wat precies onder continentale filosofie valt. Over het algemeen valt te zeggen dat continentale filosofie samenhangt met de brede kantiaanse thesis dat de aard van kennis en ervaring gebonden zijn aan omstandigheden die niet direct toegankelijk zijn voor empirisch onderzoek.

## Enkele kenmerken
De term continentale filosofie wordt gebruikt om bepaalde stromingen en denkrichtingen aan te duiden die zich vooral op het het vasteland, met name in Frankrijk en Duitsland hebben ontwikkeld. Dit is echter in zekere zin een ongelukkige naamkeuze. Zo zijn er immers filosofen zoals Gottlob Frege en Rudolf Carnap die weliswaar van continentaal Europa afkomstig zijn maar niet worden gerekend tot de continentale filosofie, maar net tot de analytische filosofie. Daarentegen zijn er dan weer vele filosofen die in de Verenigde Staten en Groot-Brittannië leefden of werkten, die echter wel tot de continentale traditie behoorden. Hier kan men denken aan personen als Hannah Arendt en Theodor Adorno.
- De afwijzing van een hoofdzakelijk wetenschappelijke benadering, waarbij natuurwetenschappen worden gezien als de beste manier om alle fenomenen te begrijpen. Continentale filosofen wijzen er vaak op dat wetenschap afhankelijk is van een "pre-theoretische ondergrond van ervaring".
- Men beschouwt de voorwaarden voor mogelijke ervaringen als variabel, op zijn minst bepaald door factoren als context, ruimte en tijd, taal, cultuur en geschiedenis. Hiermee neigt continentale filosofie in de richting van historicisme.
- De hiervoor genoemde voorwaarden voor ervaring zouden kunnen worden veranderd door bewust menselijke bemiddeling. Continentale filosofen hechten hierbij veel waarde aan de eenheid van theorie en praktijk en neigen ertoe filosofische problemen te zien als gerelateerd aan persoonlijke, morele of politieke verandering. In marxisme, existentialisme en post-structuralisme komt dit duidelijk terug.
- De nadruk op metafilosofie. Als reactie op het succes van de natuurwetenschappen probeerden continentale filosofen de methode en aard van filosofie te herdefiniëren. In Duits idealisme en fenomenologie is er de zienswijze dat filosofie de eerste, fundamentele, a priori wetenschap is. In hermeneutiek, kritische theorie en structuralisme wordt beweerd dat filosofie onderzoekingen doet in het domein van kennis waar geen reductie van cultuur en praktijk mogelijk is. Filosofen als Kierkegaard, Nietzsche, de latere Heidegger en Derrida hebben diepe twijfel veroorzaakt over de coherentie van alle traditionele visies op filosofie.
- Iemand als Neil Levy stelt dat de continentale filosofie zich onderscheidt van de analytische filosofie doordat ze geen vast "paradigma" (zie Thomas Kuhn) heeft, zoals de analytische filosofie dat wel heeft. Continentale filosofie typeert zich er dus door dat ze geen vaste vooronderstellingen en vertrekpunten heeft.[2]

## Geschiedenis
Over de oorsprong van de continentale filosofie gaan de meningen uiteen. Duidelijk is wel dat de men kan spreken van continentale filosofie met het ontstaan van de fenomenologie, maar sommigen beweren dat dit soort filosofie al een vroegere begindatum had. Zo kan men het Duits idealisme al typeren als continentaal. Belangrijke figuren in deze stroming waren Johann Gottlieb Fichte, Friedrich von Schelling en uiteindelijk Georg Wilhelm Friedrich Hegel. Het Duits idealisme kwam oorspronkelijk voort uit het werk van Immanuel Kant en was nauw verbonden met de Romantiek en de Verlichting. Andere figuren binnen dit Duits idealisme waren Friedrich Heinrich Jacobi en Friedrich Schleiermacher. Sommigen verwijzen zelfs naar het werk van Jean-Jacques Rousseau als beginpunt van de continentale filosofie.
Het probleem van zo'n vroege datering is echter wel dat men de continentale filosofie al in de moderne filosofie moet laten starten, terwijl men de continentale filosofie eerder als een hedendaagse stroming in de filosofie bekijkt. Anderen wijzen dan weer de filosofie van Henri Bergson aan als begintpunt. Breder kan men Bergson plaatsen in de stroming van de levensfilosofie. Andere filosofen die tot deze stroming behoorden waren Maurice Blondel, Wilhelm Dilthey, Hans Driesch, Ludwig Klages en Georg Simmel. Deze filosofen bekritiseerden het rationalisme in de hedendaagse filosofie en wetenschap. Daartegenover stelde zij het perspectief van het leven zelf, dat uit een vitalistisch en irrationeel perspectief moest benaderd worden.

### Fenomenologie

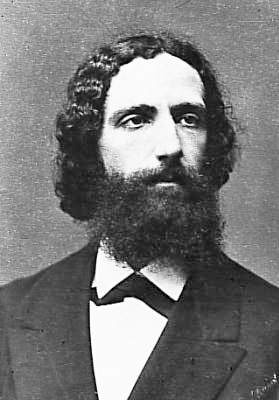
Franz Brentano was een van de wegbereiders van de fenomenologie.

De continentale filosofie kan men dus al zeker terugvinden in het begin van de 20ste eeuw, bij de oorsprong van de fenomenologie in het werk van Edmund Husserl en Franz Brentano. De fenomenologie beoogt een voor zich laten spreken van de fenomenen, waarbij de intuïtieve ervaring een belangrijke rol speelt. De fenomenologie vormde een kritiek op de klassieke filosofische opvattingen, zoals die terug te vinden zijn bij René Descartes en David Hume, of breed genomen het rationalisme en het empirisme. Zo staat bijvoorbeeld het probleem van de brug centraal in de filosofie van Descartes en Hume: er is hier een onbetwijfelbare innerlijke wereld gefundeerd op het "ik denk, dus ik ben", maar het is niet zeker of er ook een buitenwereld is. Het gaat dus om de zoektocht naar een garantie voor het feit dat niet alles louter een illusie zou zijn. Ook Hume stelt bijvoorbeeld de vraag naar waar wij het principe van oorzakelijkheid vinden: men ziet immers alleen maar het ene object tegen het andere object aanstoten, en dan ziet men het tweede object in beweging komen, maar men ziet geen oorzakelijkheid. In principe gaat het hier dus om vormen van scepticisme.
De fenomenologie reageert hier op verschillende wijzen op. Enerzijds wijzen personen als Brentano en Husserl erop dat de filosofie van Descartes een verarmd beeld van het bewustzijn hanteert: Descartes vertrekt van het "ik denk" (cogito) en vraagt zich dan af of er ook een buitenwereld is om te denken. De fenomenologie wijst er echter op dat men hier een aspect van het bewustzijn vergeet, namelijk zijn intentionaliteit. Het bewustzijn is met andere woorden al betrokken op iets, en het "ik denk" zou dus vervangen moeten worden door een "ik denk iets". Zo is in zekere zin het scepticisme al overwonnen, want men heeft om te kunnen denken altijd al een object van het denken nodig. Er is dus met andere woorden een buitenwereld.
Een ander punt waarop de fenomenologie wijst, en vooral latere fenomenologen zoals Martin Heidegger en Maurice Merleau-Ponty, is dat de klassieke filosofie een te rationalistisch of intellectualistisch beeld van de omgang tussen mens en de wereld hebben. Zo zag Descartes een object buiten zich primair als een uitgebreid ding, geformuleerd in wiskundige termen. Heidegger wijst echter op het feit dat dat niet de primaire omgang van de mens met de wereld rondom zich inhoudt. Een hamer ziet de mens bijvoorbeeld niet allereerst als zo'n uitgebreid ding, maar als een praktisch ding, een voorwerp waar men mee hamert. De oorspronkelijke relatie is dus een praktische relatie, waarin de mens vertrouwd is met zijn onmiddellijke omgeving.
Verder reageert iemand als Merleau-Ponty er ook op door te stellen dat de mens veel intrinsieker verbonden is met zijn lichaam dan traditioneel gedacht. Hij definieert een mens dan ook als een corps-sujet, in tegenstelling tot Descartes die het lichaam louter als bijkomstige machine zag. Het lichaam functioneert als fundament voor de mens: het is de mens zijn standpunt, zijn houvast in de werkelijkheid. Ook wijst hij erop dat er vele vormen van "motorische kennis" (zoals pianospelen) bestaan, eigen aan het lichaam, die niet te formuleren zijn in termen van denkprocessen. Iemand als Emmanuel Levinas zal er dan weer op wijzen dat het Ik en de Ander onlosmakelijk met elkaar verbonden zijn. De Ander of de alteriteit is een onophefbaar anders-zijn. Levinas leverde hiermee kritiek op de hele westerse filosofie, waarin volgens hem al sinds de oude Grieken geen plek is voor anders-zijn.
De fenomenologie is ook toegepast in de religie en antropologie.

### Existentialisme

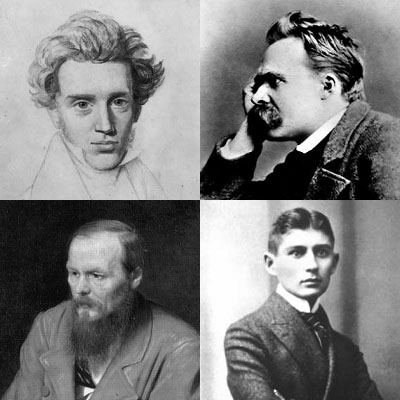
De vier grote voorbeelden van het existentialisme waren: Søren Kierkegaard, Friedrich Nietzsche, Franz Kafka en Fjodor Dostojevski.

De fenomenologie bracht in de twintigste eeuw nieuwe existentialistische filosofie voort. De grote inspiratiebronnen van dit existentialisme waren echter de filosofieën van Søren Kierkegaard en Friedrich Nietzsche. Ook hebben existentialisten een sterke interesse voor bepaalde schrijvers, waarin zij tevens voorbeelden zagen, zoals Franz Kafka en Fjodor Dostojevski. Sommige auteurs wijzen ook de filosofie van Henri Bergson als wegbereider voor het existentialisme aan. Daarnaast vloeide de fenomenologie, na Heidegger, verder uit in een existentiële fenomenologie, waartoe Maurice Merleau-Ponty en Jean-Paul Sartre worden gerekend. Centraal is deze filosofie staat de mens, en breder de menselijke conditie. De mens lijkt hier in de wereld te zijn geworpen, ogenschijnlijk zonder enig doel of zonder enige reden. Het existentialisme tracht hierop een antwoord te bieden.
Sartre zal bijvoorbeeld de volle nadruk op de vrijheid en de verantwoordelijkheid van ieder individu leggen. Een van de belangrijkste stellingen die Sartre verdedigt is dat existentie voorafgaat aan essentie. Het wijsgerige verschil tussen existentie en essentie houdt in dat iets bestaat en daarnaast ook een kern of essentie heeft. Om dit abstracte onderscheid concreet te maken: ieder ding bestaat (existeren) en heeft daarbij een bepaalde natuur (essentie). Sartres stelling is nu dat bij de mens de existentie de primaire bestaansvorm is, en aan de essentie voorafgaat. Bij uitstek het bewustzijn van de mens heeft de mogelijkheid te bepalen wat zijn essentie is. Een bewustzijn kan, doordat het principieel vrij is, zijn eigen toekomst bepalen en is daardoor nooit gelijk aan zijn existentie. De mens is dus in zekere mate vrij en onbepaald, hij kiest zelf wat hij wordt.
Een andere kernfiguur in het existentialisme was Albert Camus, hoewel hijzelf liever sprak over absurdisme. Hij zag de mens als een wezen levend in een onverschillige, en hem zelfs vijandig gezinde omgeving, vereenzaamd in een absurd universum. In dit universum vindt de mens geen betekenis van een hogere natuurlijke orde, maar moet hij deze betekenis eerder door zijn eigen daden zelf maken, hoe onstabiel en voorlopig deze creatie ook mag zijn. Hij beschrijft de menselijke conditie aan de hand van de mythe van Sisyphus: de mens tracht het leven zinvol te maken en goed leven te leiden (hij duwt de steen omhoog), maar als hij even niet oplet of na een bepaalde tijd, slaat het noodlot toe en vernietigt de wereld onverschillig wat de mens heeft opgebouwd (de steen valt terug naar beneden).
Het existentialisme kan opgedeeld worden in twee stromingen, enerzijds het christelijke existentialisme met denkers als Martin Buber, Rudolf Bultmann, Karl Jaspers, Gabriel Marcel en Paul Tillich met hun grote voorbeeld van Kierkegaard. Anderzijds zijn er atheïstische existentialisten zoals Sartre en Camus, met als grote voorbeeld Nietzsche die God dood verklaarde en tevens pleitte voor een meer authentiek bestaan van de mens.

### Structuralisme

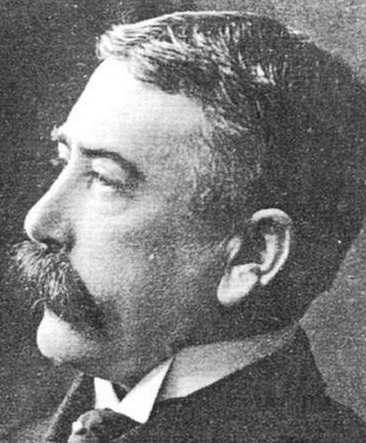
Het structuralisme gaat vooral verder op het werk van Ferdinand de Saussure.

Het existentialisme werd in de jaren vijftig door het structuralisme opgevolgd. Deze stroming gaat terug op het denken van Ferdinand de Saussure en met name zijn semiotiek uiteengezet in Cours de linguistique générale  (1916). Het structuralisme stelt dat de mens en de samenleving in het algemeen bepaald worden door onbewuste maatschappelijke structuren, die grote delen van het menselijk leven, misschien zelfs helemaal, determineren. Oorspronkelijk stamt deze stroming uit de taalkunde: de betekenis van de termen werd bepaald, niet door de externe wereld of door conventie, maar door de andere termen binnen het systeem, en dus in zekere zin door het systeem zelf. De mens is zich hier niet bewust van; hij groeit op in die taal, en gebruikt het alsof hij vrij zijn woorden kiest, maar als men dichterbij kijkt, lijkt hij vaak in cliché-uitdrukkingen en gemeenplaatsen te vervallen. Dit aspect wordt verder ontwikkeld in het werk van Roman Jakobson en Roland Barthes. De grote invloed van dit structuralisme lag echter in zijn toepassing op allerlei andere disciplines.
Een vroeg voorbeeld hiervan is de antropoloog Claude Lévi-Strauss. Na contacten tussen Jakobson en Lévi-Strauss ontdekt Lévi-Strauss dat deze taalstructuren ook in de samenlevingsstructuren terug te lijken komen. Ook zal de Franse psychoanalyticus Jacques Lacan, door het werk van Jakobson, deze structuralistische opvatting in de psychoanalyse zelf toepassen. Zo zag hij sterke overeenkomsten tussen deze tweedeling van metafoor en metonymie en bepaalde zaken die Sigmund Freud in zijn werk Traumdeutung (1900) uiteenzette omtrent dromen. Lacan interpreteert dus het onbewuste gestructureerd als een taal.
Verder werd het ook nog toegepast in de sociologie door Jean Baudrillard en Pierre Bourdieu. Baudrillard zal zich bezighouden met fenomenen zoals mode, die door niemand lijken bepaald te zijn, maar toch lijken gestuurd te worden. Bourdieu zal daarentegen wijzen op het feit dat er bepaalde vaste patronen zijn in hoe mensen van een bepaalde groep in de samenleving (bijvoorbeeld professoren) zich kleden en gedragen, dat hij zal beschrijven via het begrip van habitus. In het marxisme wordt het dan weer toegepast door Louis Althusser. Althusser ziet zo "Ideologische staatsapparaten" aan het werk in de hedendaagse samenleving: systemen als het onderwijs, de massamedia of de Kerk zijn bepaalde structuren die de heersende klasse gebruikt om haar ideologie onbewust door te drukken. Ook heeft structuralisme navolging gekregen in de literatuurwetenschap en de literaire kritiek en daarnaast wordt de term ook wel gehanteerd binnen de architectuur, bijvoorbeeld bij Herman Hertzbergers architecturaal structuralisme.
Een apart geval in het structuralisme is Michel Foucault, die het toepast op de geschiedenis: hij ziet onbewuste epistèmes aan het werk die het denken van een tijdsperiode bepalen. Dit idee komt sterk overeen met het concept van paradigma van Thomas Kuhn. Foucault vertrekt van het werk van Friedrich Nietzsche, en met name de door Nietzsche gehanteerde methode van genealogie in Jenseits von Gut und Böse (1886) en Zur Genealogie der Moral (1887). Nietzsche beschrijft hier de geschiedenis van fundamentele noties als rede en moraal. Hij doet dit echter niet op de klassieke manier, alsof het om een evolutie ging naar deze eindproducten toe, maar toont net aan dat deze ideeën op een toevallige wijze ontstaan zijn. Foucault neemt deze methode over, en past het op andere domeinen van de geschiedenis toe. Zo zal hij in Folie et déraison (1961) een geschiedenis van de waanzin uitwerken, in Les mots et les choses (1966) een geschiedenis van de humane wetenschappen en in Surveiller et Punir (1975) de geschiedenis van de gevangenis beschrijven. Hij komt hier vooral tot de conclusie dat de moderne maatschappij gekenmerkt wordt door een sterke toename van disciplinevorming, in alle disciplines. Zo wordt het onderwijs, het ziekenhuis en vele anderen allemaal ingericht naar het model van de gevangenis: een duidelijk bepaald tijdsschema en plaatsschema, nummeren van opgenomen personen en permanente evaluatie en toezicht. Foucault wordt echter al vaak gezien als een poststructuralist omdat hij van bepaalde elementen van het structuralisme afstand deed.

### Postmodernisme
In de jaren zestig kwam dan weer een nieuwe reeks filosofen op, getypeerd als poststructuralisme of postmodernisme. Hoewel eerdere filosofen zoals Foucault, Lacan, Barthes en Baudrillard ook in zekere mate al als poststructuralist worden getypeerd. Vooraanstaande filosofen hiernaast zijn Jacques Derrida, Gilles Deleuze, Hans-Georg Gadamer, Jean-François Lyotard en Gianni Vattimo.

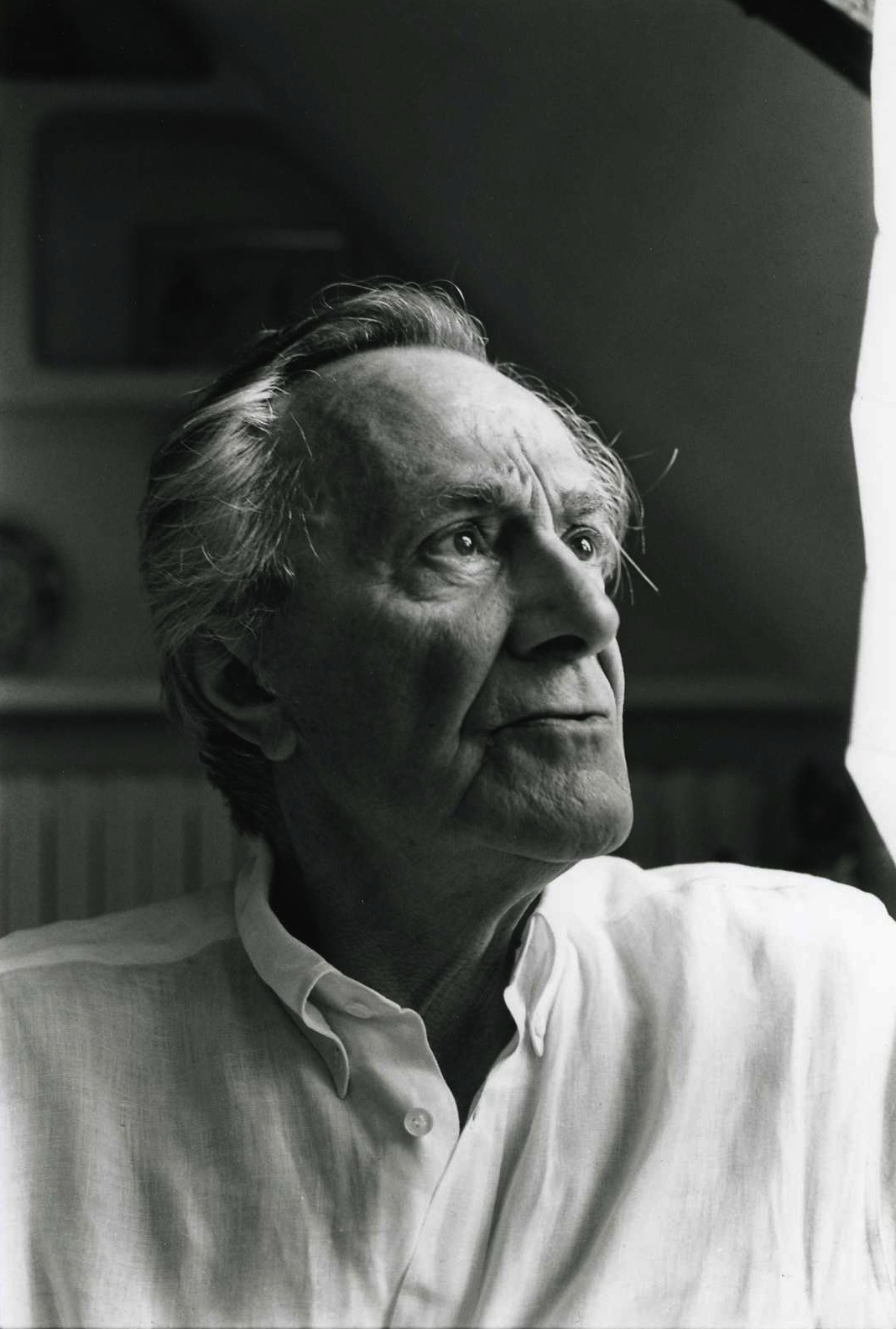
De filosoof Jean-François Lyotard staat gekend als de grondlegger van de postmoderne filosofie.

Lyotard kan beschouwd worden als de grondlegger van het postmodernisme. In zijn werk La condition postmoderne (1979) stelt hij dat de epistemologie van de postmoderne cultuur bestaat uit het einde van de "grote verhalen" (grand récits of metanarratifs): overkoepelende filosofische theorieën van wetenschap en geschiedenis die als hij kenmerkend beschouwt voor de moderniteit. Tot deze grote verhalen behoren het reductionisme in de wetenschapsfilosofie en de teleologische opvattingen van de menselijke geschiedenis zoals die van de Verlichting en het marxisme. Deze grote verhalen zijn onhoudbaar omdat de geschiedenis volgens Lyotard heeft aangetoond dat ze altijd resulteren in een mislukking en daarnaast ook de dissidente elementen in de samenleving onderdrukken. Hij pleit voor een diversiteit aan kleine verhalen die met elkaar kunnen concurreren, ter vervanging van de totaliserende grote verhalen. Hierdoor is het vaak gelezen als een pleidooi voor relativisme, dat door velen ook als wezenskenmerk van de postmoderne filosofie gezien wordt. Het werk introduceert daarnaast ook de term 'postmodernisme' zelf, die eerder in de kunstkritiek gebruikt werd, in de filosofie.
Een andere centrale figuur is Jacques Derrida. Derrida ontwikkelt in zijn filosofie de deconstructie, een soort techniek of leeswijze die Derrida toepast op allerhande bekende teksten; hij tracht dan aan te tonen hoe deze tekst zichzelf op een bepaalde manier - door bepaalde vooronderstellingen of formuleringen - ondergraaft. Derrida's vroegste werk was een kritiek van de begrenzingen van de fenomenologie: zijn eerste these handelde over Edmund Husserl, ingediend in 1954 en veel later gepubliceerd als Le problème de la genèse dans la philosophie de Husserl. Derrida's gedachtegang achter deconstructie is dat men de westerse metafysica, die steeds focust op 'aanwezigheid', kan blootleggen door het 'deconstrueren' van de logica ervan. Deconstructie is echter niet zozeer een methode, maar een tekst 'deconstrueert zichzelf', door zijn interne logica. Hoewel teksten pretenderen consistent te zijn, zijn er altijd bepaalde betekenissen mogelijk die tegen deze consistentie ingaan. In de jaren zeventig kregen Derrida's ideeën navolging in de architectuur- en designstroming het deconstructivisme. Ook in de sociale wetenschappen en in de literaire kritiek hebben ze grote invloed.
Ook Hans-Georg Gadamer geldt als een belangrijk filosoof binnen dit postmoderne denken. Gadamer kan beschouwd worden als een van de grondlegger van de filosofische hermeneutiek, een stroming die voortbouwt op het werk van Martin Heidegger en Wilhelm Dilthey. Een woord heeft in de hermeneutiek geen vaste betekenis, het is afhankelijk van de context. We zouden voor een goed begrip dus alle toepassingen moeten kennen, maar dit is een oneindige opgave. Dit principe wordt uitgelegd aan de hand van de hermeneutische cirkel: men verstaat het geheel maar als men al de delen kent, maar de delen op zich hangen ook af van het geheel. Dit komt sterk naar voren in het feit dat als men bijvoorbeeld een boek voor de tweede keer leest (en men het geheel dus kent), de tekst anders kan overkomen of geïnterpreteerd worden. Het gaat echter verder dan een tekst, want alle kennis over bijvoorbeeld een bepaalde filosoof heeft een invloed op het begrijpen van diens werk. Voor Gadamer en Heidegger heeft de hermeneutische cirkel een ontologische betekenis, het zegt iets over de structuur van de werkelijkheid als zodanig.
Daarnaast kan men Gilles Deleuze en Gianni Vattimo nog als belangrijke postmodernisten beschouwen. Deleuze werkt in zijn oeuvre een eigen soort metafysica uit, geïnspireerd door de procesfilosofie van Alfred North Whitehead en het vitalisme van Henri Bergson, waarin fenomenen zoals "evenement" centraal staan. Daarnaast leverde hij ook bijvoorbeeld in L'Anti-Œdipe (1972) samen met Félix Guattari een kritiek op het kapitalisme vanuit psychoanalytisch perspectief, hoewel hij ook sterke kritiek levert op de psychoanalyse zelf.
Vattimo, leerling van Gadamer, zal dan weer een christelijke filosofie voor het postmodernisme uitwerken. Zo beschrijft hij zijn denken als "het zwakke denken" (pensiero debole) of ook wel zwak nihilisme, dat tegenover het sterke denken van de moderne filosofie staat. Daarnaast bekritiseert hij andere postmodernisten die weliswaar kritiek leveren op de moderne filosofie en haar pretenties, maar tegelijk zelf ook eigen theorieën ervoor in de plaats construeren. Vattimo stelt dus dan men nooit geheel los kan komen van dit modernistische project, maar wel dat men dit bewust kan toegeven. In zijn essay Credere di credere (1996) zal hij dit dan verbinden met het christelijk geloof.
Een reeks hedendaagse Franse filosofen, de zogenaamde nouveaux philosophes, met onder anderen Pascal Bruckner, Alain Finkielkraut, André Gluckmann, Bernard-Henri Lévy hebben dan weer kritiek geleverd op dit postmodernisme en -structuralisme. Voornamelijk de nadruk op het collectief en de ideologie wijzen zij af en eisen meer aandacht voor het individu. Volgens hen moet een Franse filosoof niet noodzakelijk politiek 'links' zijn.

### Kritische theorie

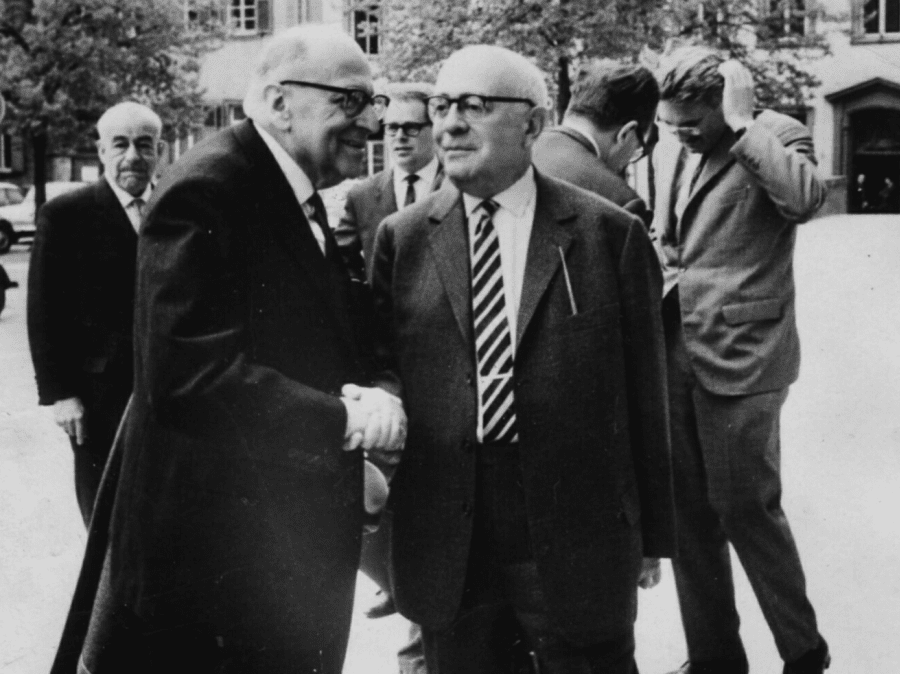
Max Horkheimer, Theodor Adorno en Jürgen Habermas. Drie vooraanstaande vertegenwoordigers van de Frankfurter Schule.

Een ander belangrijk, nog niet vernoemde stroming die geassocieerd wordt met de continentale filosofie is de Frankfurter Schule. Dit is een reeks sociologen en filosofen die vanuit neomarxistische hoek maatschappijkritiek uiten op de hedendaagse samenleving. Deze kritiek staat gekend onder de term van kritische theorie. Belangrijke kenmerken van deze school is dat zij zich wel gedeeltelijk laat inspireren door het werk van Karl Marx, maar er zich ook gedeeltelijk tegen afzet. Zo verwerpen deze auteurs Marx' teleologische opvatting van de klassenstrijd. Daarnaast beroepen ze zich ook op het werk van Sigmund Freud, dat ze dan combineren met dit neomarxisme. Deze theorie legt de nadruk op begrippen als macht, cultuur en ethische factoren. Deze filosofen en sociologen willen echter niet alleen een verklaring voor de werkelijkheid geven, maar ook het veranderen van de werkelijkheid.
Filosofen als Max Horkheimer en Theodor Adorno stellen in hun werk Dialektik der Aufklärung (1944) dat het project van de Verlichting gefaald heeft. Het falen ervan blijkt uit het resultaat: het nationaalsocialisme en fenomenen als Auschwitz. Dit falen van de Verlichting is echter volgens Horkheimer en Adorno al ingebakken in de natuur van de mens, namelijk in de "instrumentele rede" van het denken zelf. Met de poging om de natuur te beheersen, wordt de ooit mythische toegang tot de wereld rationeel verduidelijkt, maar als heerschappij drijft het de Verlichting zelf terug naar de mythe, naar het "positivisme" van een bevestiging van het bestaande, die de "afzonderlijke mens" volledig nietig verklaart in een beheerste wereld en "tegenover de economische machten".
Verder stelt Adorno nog in zijn filosofie dat de Westerse samenleving een samenleving van gelijkschakeling en gelijkvormigheid is, waarin het "niet-identieke" onderdrukt wordt. Adorno zag de cultuurindustrie als een machinerie die erop gericht is om het individu in het gelid te houden en de gelijkvormigheid te bevorderen. De cultuurindustrie maakt mensen passief en gewillig, aldus Adorno. Zo worden door de cultuurindustrie valse behoeften gecreëerd: behoeften die gecreëerd zijn door het kapitalisme dat daarin ook voorziet. Hoewel door de cultuurindustrie de indruk van verscheidenheid wordt gewekt, zijn de uitdrukkingsvormen ervan allemaal variaties op hetzelfde thema, en resulteert ze uiteindelijk onder de oppervlakte in eenvormigheid en aanpassing van het individu aan de massa. Het individu wordt wijsgemaakt dat het een eigen, unieke smaak en voorkeur heeft en wordt er zo van weerhouden om zich te ontwikkelen tot een mens met wérkelijk unieke kwaliteiten.
De filosoof Herbert Marcuse zal een gelijkaardige thesis verdedigen. Zo zal hij de term "repressieve tolerantie" introduceren in zijn essay Repressive Tolerance (1965), waarin hij kapitalisme en democratie portretteert als totalitaire en repressieve systemen. Deze repressieve tolerantie komt bijvoorbeeld voor in het tolereren van meningen die regressief, repressief of objectief onjuist zijn. Door "domme" en "slechtgeïnformeerde" regressieve rechtse mensen eenzelfde podium te geven als "goedgeïnformeerde" progressieve linkse, bevordert men volgens Marcuse niet de tolerantie, maar alleen de status quo, wat in het voordeel van de heersende machtsstructuren is. Het is vooral Marcuse die ook het werk van Sigmund Freud zal betrekken in de Kritische Theorie, voornamelijk in Eros and Civilization (1955) en One-Dimensional Man (1964).

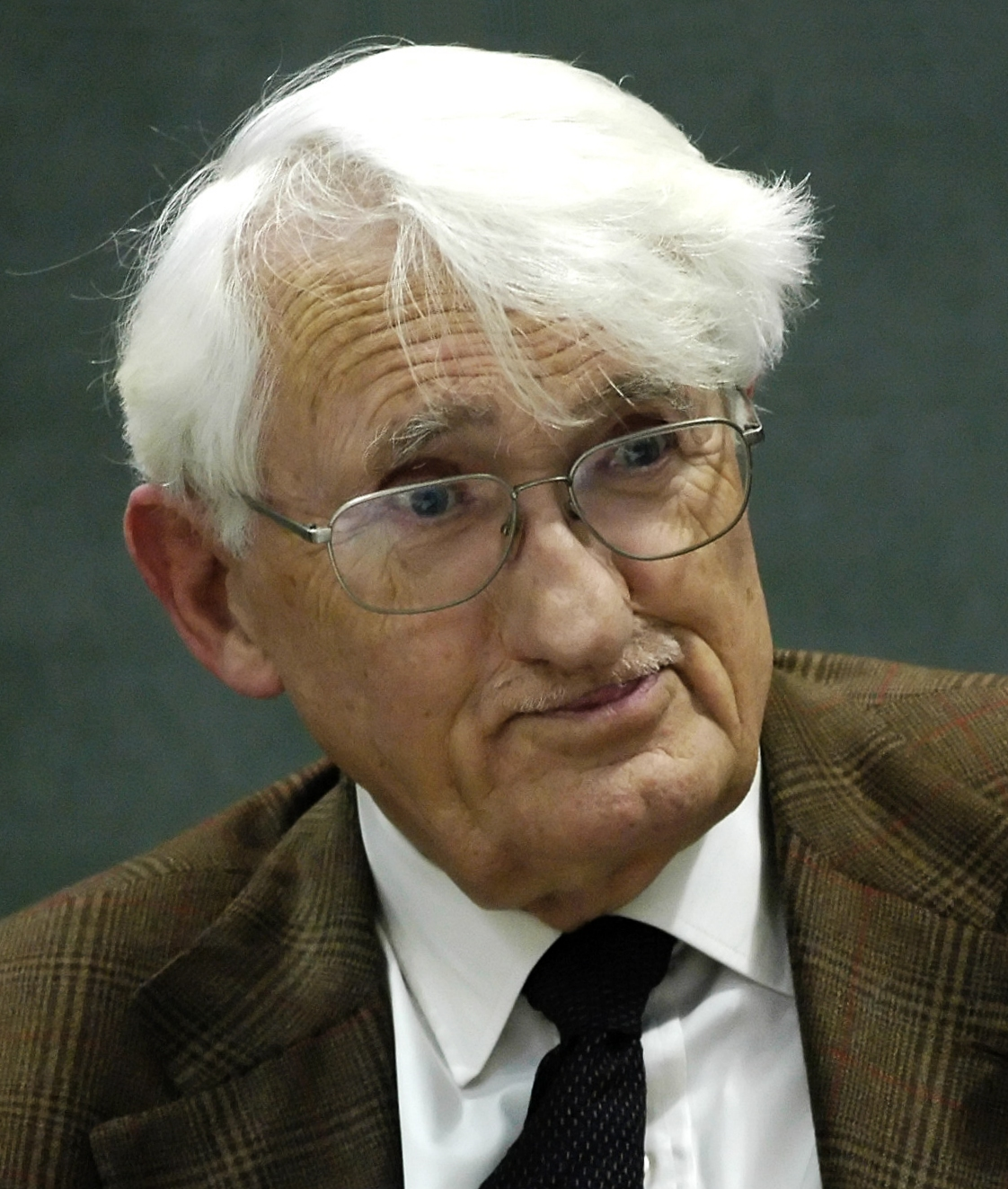
Jürgen Habermas, moderne vertegenwoordiger van de Frankfurter Schule.

De filosoof Walter Benjamin wordt ook met de Frankfurter Schule geassocieerd, hoewel hij er officieel niet mee verbonden was. Hij zal vooral in zijn werk Das Kunstwerk im Zeitalter seiner technischen Reproduzierbarkeit (1936) een kritiek leveren op de hedendaagse manieren van kunst: fenomenen als film en fotografie hebben het kenmerk dat ze een kunstwerk identiek kunnen reproduceren zonder enige moeite. Dit is volgens Benjamin problematisch voor het authentieke "aura" dat elk kunstwerk bevat.
Een ietwat aparte plaats neemt de filosoof en socioloog Jürgen Habermas in. Zo zal hij weliswaar het project van de Kritische Theorie verder zetten, en een maatschappijkritiek formuleren, maar tegelijk ook fundamentele kritiek leveren op zijn voorgangers. Zo stelt hij in zijn magnum opus Theorie des kommunikativen Handelns (1981) dat Adorno en Horkheimer fout zitten met hun pessimistische conclusie dat de Verlichting geheel gefaald heeft. Habermas geeft hun inderdaad gelijk dat iets als een instrumentele rede inderdaad onderdrukkend werkt, en ook geeft hij ze gelijk op het vlak dat de economie en bureaucratie onderdrukkend en dominant zijn. Habermas stelt echter dat er nog een ander soort rationaliteit is, namelijk de communicatieve rationaliteit.
Deze rationaliteit komt hij op het spoor door een onderzoek naar de structuren van de taal zelf, waaruit blijkt dat als mensen een discussie voeren, ze eigenlijk tegelijkertijd ook bepaalde rationele veronderstellingen maakt en daarbij ook de mogelijk openlaten deze veronderstellingen in vraag te stellen. Hij betoogt verder dat waarheid en ethiek gefundeerd zouden moeten worden op een legitieme consensus tussen alle betrokken personen. Hierbij stelt hij bepaalde voorwaarden voor, onder welke deze consensus moet bereikt worden. De bekendste is wellicht die van Herrschaftsfreie Kommunikation (machtsvrije communicatie), dat wil zeggen dat geen enkele deelnemer een overheersende rol mag spelen, en dus de machtsrelaties tussen haakjes moeten gezet worden. Deze visie op ethiek is, samen met auteurs als Karl-Otto Apel uitgewerkt in de vorm van een discoursethiek. Uit deze nieuwe visie op waarheid en normatieve geldigheid concludeert Habermas dat de moderniteit en de verlichting dus geen verloren projecten zijn, maar dat de oplossing ligt in het aanboren van dit nog grotendeels onaangeroerde potentieel van communicatie rationaliteit. In zijn werk Faktizität und Geltung (1992) zal hij stellen dat de "kolonisering van de leefwereld" door de economie en bureaucratie moet tegengegaan worden via het rechtssysteem, dat als onderhandelingspersoon kan dienen tussen leefwereld en deze systemen: het Recht heeft immers de unieke eigenschap om zowel een zekere feitelijkheid te hebben (de wetten gelden feitelijk) en daarnaast ook een zekere normativiteit (het bevat wetten die door een democratisch proces tot stand zijn gekomen).

### Speculatief realisme
De nieuwste stroming binnen de continentale filosofie is het speculatief realisme met onder anderen Ray Brassier, Iain Hamilton Grant, Graham Harman, Quentin Meillassoux en Alberto Toscano. Deze stroming bekritiseert voornamelijk de nadruk op de menselijke beperktheid in de hedendaagse filosofie, een nadruk die voortkomt uit het werk van Immanuel Kant.
Deze filosofen ageren voornamelijk tegen het zogenaamde 'correlationisme': dat het bewustzijn en het zijn (de bestaande dingen) altijd samenhangen en dat men het ene nooit zonder het andere kan beschouwen. Ook de idee dat de mens een geprivilegieerde toegang heeft tot de werkelijkheid, boven de andere levende wezens. Beide elementen worden gezien als een vorm van antropocentrisme. Tegenover deze vormen van idealisme, plaatsen zij een sterk realisme.

### Feminisme

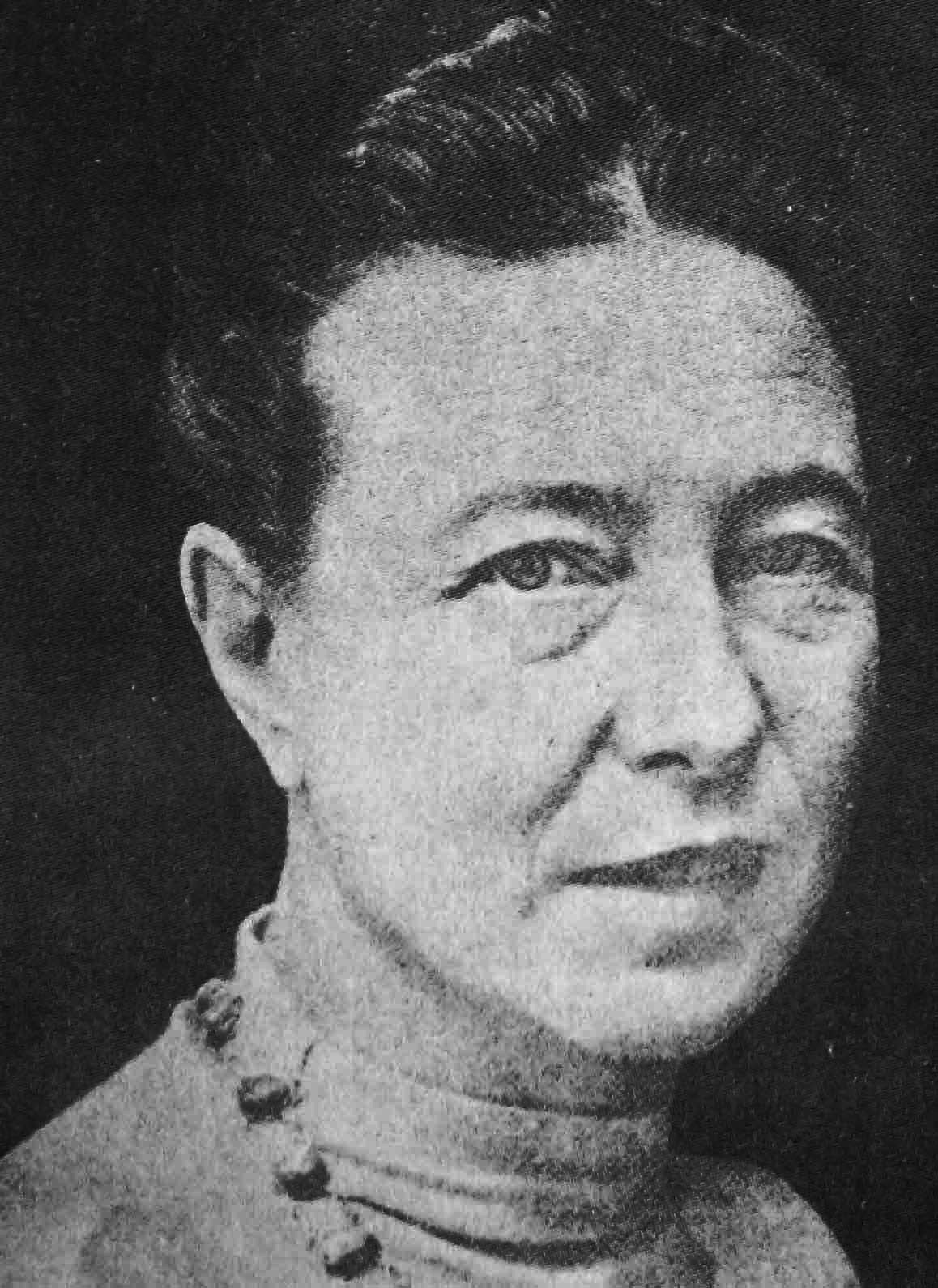
Simone de Beauvoir, een belangrijke filosofe in de stroming van het Feministische filosofie.

Anderzijds kan men ook de feministische filosofie met auteurs als Judith Butler, Simone de Beauvoir en Donna Haraway onder de continentale filosofie plaatsen. De Beauvoir was de vrouw van Jean-Paul Sartre en daarbij ook een existentialistische filosofe. Toch is ze ook vooral bekend als feministe, voornamelijk door haar werk Le Deuxième Sexe (1949) waarin ze pleit voor de verbetering van de positie van de vrouw. Ze was tegen de rol van de vrouw in het klassieke huwelijk omdat de vrouw dan volledig afhankelijk was van de man. Een bekende uitspraak hierin luidt: "Je wordt niet als vrouw geboren, je wordt vrouw". Hiermee doelt ze op het feit dat vrouwen zich niet onderscheiden door fysiologische of anatomische verschillen, maar de maatschappij maakt vrouwen tot vrouwen. Volgens de Beauvoir maken mannen geen volwaardige individuen van vrouwen. Mannen zouden subjecten zijn die voor zichzelf kunnen leven, vrouwen zouden objecten zijn, die dienstbaar moeten zijn richting mannen.
Judith Butler zal iets gelijkaardig betogen, namelijk dat onze (ideeën en gevoelens over) lichamen geregeerd worden door gender als maatschappij-ordenend principe. Haar boek Bodies that matter (1993) behandelt haar kernprincipe van "performativiteit": Gender leer je door te "doen" en door continue herhaling, hetgeen leidt tot inprenting. Hoe dit er ook voor zorgt dat niet alle lichamen en genderexpressies tellen, legt Butler onder verwijzing naar onder meer psychoanalyse grondig uit. Ook Julia Kristeva zal een feministische kritiek uitoefenen vanuit de psychoanalyse.
De feministe Donna Haraway stelt dan weer in A Cyborg Manifesto: Science, Technology, and Socialist-Feminism in the Late Twentieth Century (1985) dat de starre grenzen tussen mensen en dieren, organismen en machines, mannen en vrouwen moeten afgeschaft worden. Ze wil wel spreken over de verschillen tussen de dingen, maar ze wil zich niet begeven op het vlak van de verplichte categorieën.
Verdere feministische filosofes zijn Hélène Cixous en Julia Kristeva.

## Vertegenwoordigers
- Theodor Adorno
- Giorgio Agamben
- Louis Althusser
- Karl-Otto Apel
- Hannah Arendt
- Raymond Aron
- Gaston Bachelard
- Alain Badiou
- Roland Barthes
- Jean Baudrillard
- Georges Bataille
- Simone de Beauvoir
- Walter Benjamin
- Henri Bergson
- Maurice Blondel
- Ray Brassier
- Léon Brunschvicg
- Martin Buber
- Judith Butler
- Albert Camus
- Georges Canguilhem
- Jean Cavaillès
- Hélène Cixous
- Benedetto Croce
- Gilles Deleuze
- Paul de Man
- Jacques Derrida
- Wilhelm Dilthey
- Hans Driesch
- Alain Finkielkraut
- Michel Foucault
- Erich Fromm
- Hans-Georg Gadamer
- Marcel Gauchet
- René Girard
- André Gluckmann
- Antonio Gramsci
- Jürgen Habermas
- Donna Haraway
- Michael Hardt
- Martin Heidegger
- Max Horkheimer
- Edmund Husserl
- Karl Jaspers
- Hans Jonas
- Ludwig Klages
- Alexandre Kojève
- Panajotis Kondylis
- Alexandre Koyré
- Julia Kristeva
- Jacques Lacan
- Bruno Latour
- Emmanuel Levinas
- Bernard-Henri Lévy
- Georg Lukács
- Jean-François Lyotard
- Henri Maldiney
- Gabriel Marcel
- Quentin Meillassoux
- Maurice Merleau-Ponty
- Emmanuel Mounier
- Antonio Negri
- José Ortega y Gasset
- Jan Patočka
- Paul Ricoeur
- Adolf Reinach
- Friedrich Pollock
- Rüdiger Safranski
- Jean-Paul Sartre
- Max Scheler
- Carl Schmitt
- Alfred Schütz
- Georg Simmel
- Gilbert Simondon
- Peter Sloterdijk
- Bernard Stiegler
- Paul Tillich
- Alberto Toscano
- Gianni Vattimo
- Paolo Virno
- Slavoj Žižek